# Donal Lenihan
Donal Gerard Lenihan (Cork, 12 de septiembre de 1959) es un economista y exrugbista irlandés, que se desempeñaba como segunda línea. Fue internacional con el Trébol de 1981 a 1992 y su capitán.

## Biografía
Como rugbista destacó en la escuela secundaria y llegó a la selección juvenil, capitaneándola. Estudió en la Universidad de Cork y jugó para su equipo de rugby.
Jugó cuando el rugby era un deporte aficionado, por eso trabajó de consultor financiero mientras jugaba para Cork Constitution FC (ganó el campeonato irlandés 1990-91) y representó al Munster Rugby en el antiguo Interprovincial Championship. Destacado por sus habilidades aéreas en el line-out, el periódico The Irish Times lo nombró «Mejor rugbista irlandés de la década de 1980».
Después de retirarse del rugby se convirtió en segundo entrenador de Irlanda entre 1998 y 2000, como asistente del técnico Warren Gatland. Luego fue asistente del neozelandés Graham Henry, en los Leones Británicos e Irlandeses y para la gira de Australia 2001. Actualmente es columnista del periódico Irish Examiner y en 2020 fue elegido presidente del Cork Constitution.

## Selección nacional
Tom Kiernan lo seleccionó al Trébol por vez primera en noviembre de 1981, para las Pruebas de fin de año y debutó ante los Wallabies.
El técnico Mick Doyle lo hizo capitán, pero su sucesor Ciaran Fitzgerald se la quitó en favor de Phillip Matthews. Fue capitán en 17 pruebas, siendo el primer irlandés en la historia de la Copa del Mundo y es la 3º marca de la era aficionada.
Ganó el Torneo de las Seis Naciones en tres ediciones (1982, 1983 y 1985) y se retiró al finalizar el Torneo de las Cinco Naciones 1992. En total jugó 52 pruebas y anotó un try.

### Participaciones en Copas del Mundo
Doyle lo convocó a Nueva Zelanda 1987 como el capitán, formó con Willie Anderson y jugó todas las pruebas. Marcó al galés Bob Norster y al wallaby William Campbell.
| Mundial                       | Sede          | Resultado        | PJ | Tries |
| ----------------------------- | ------------- | ---------------- | -- | ----- |
| Copa Mundial de Rugby de 1987 | Nueva Zelanda | Cuartos de final | 4  | 0     |
| Copa Mundial de Rugby de 1991 | Inglaterra    | Cuartos de final | 3  | 0     |

Fitzgerald lo seleccionó para Inglaterra 1991 como titular y se alineó con Neil Francis. Allí marcó al escocés Doddie Weir y en la eliminación a la leyenda australiana John Eales.

### Leones
En 1983 el escocés Jim Telfer lo seleccionó a los Leones Británicos e Irlandeses para disputar la Gira a Nueva Zelanda y fue suplente del inglés Maurice Colclough, no jugó ninguna prueba ante los All Blacks. En 1986 fue seleccionado para el Centenario de la World Rugby por su compatriota Doyle y jugó ante World XV.
Finalmente, en 1989 el escocés Ian McGeechan lo llevó a la Gira por Australia como suplente del inglés Paul Ackford. Aquí fue el capitán en varios partidos de entrenamiento y no jugó contra los Wallabies.